# Tomaž Dolar
Tomaž Dolar (ur. 27 października 1966 w Jesenicach) – jugosłowiański skoczek narciarski. Najlepsze wyniki w Pucharze Świata osiągnął w sezonie 1984/1985, kiedy zajął 57. miejsce w klasyfikacji generalnej.
Dolar brał udział w mistrzostwach świata w Engelbergu i Seefeld in Tirol oraz igrzyskach olimpijskich w Sarajewie, ale bez sukcesów.

## Puchar Świata w skokach narciarskich

### Miejsca w klasyfikacji generalnej
- sezon 1983/1984: 65
- sezon 1984/1985: 57
- sezon 1985/1986: -
- sezon 1986/1987: -
- sezon 1987/1988: 69

## Igrzyska olimpijskie
- Indywidualnie
  - 1984 Sarajewo (YUG) – 11. miejsce (normalna skocznia)

## Mistrzostwa świata
- Indywidualnie
  - 1985 Seefeld (AUT) – 41. miejsce (normalna skocznia)
- Drużynowo
  - 1984 Engelberg (SUI) – 5. miejsce